# Taco Mesdag
Taco Mesdag, né le 21 septembre 1829 à Groningue et mort le 4 août 1902  à La Haye, est un peintre néerlandais. Il est le frère du peintre Hendrik Willem Mesdag.

## Style

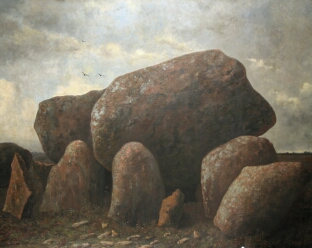
Het Hunebed bij Taarlo

## Source de la traduction
- (en) Cet article est partiellement ou en totalité issu de l’article de Wikipédia en anglais intitulé « Taco Mesdag » (voir la liste des auteurs).